# Алгоритъм на Питър Шор
Алгоритъмът на Питър Шор е първият квантов алгоритъм за разлагане на цели числа на множители. Създаден е през 1994 година. Алгоритъмът работи в полиноминално време: броят на елементарните квантови операции е от порядък {\displaystyle O\left((\log N)^{2}(\log \log N)(\log \log \log N)\right)}. Това е експоненциално по-бързо от класическия алгоритъм за разлагане на цели числа в произведение, който работи в експоненциално време: броят на елементарните квантови операции е от порядък {\displaystyle O\left(e^{1,9(\log N)^{1/3}(\log \log N)^{2/3}}\right)}.